# Биг-Спринг (Техас)
Биг-Спринг (англ. Big Spring) — город в США, расположенный в западной части штата Техас, административный центр округа Хауард. По данным переписи за 2010 год число жителей составляло 27 282 человека, по оценке Бюро переписи США в 2019 году в городе проживало 28 041 человек.

## История

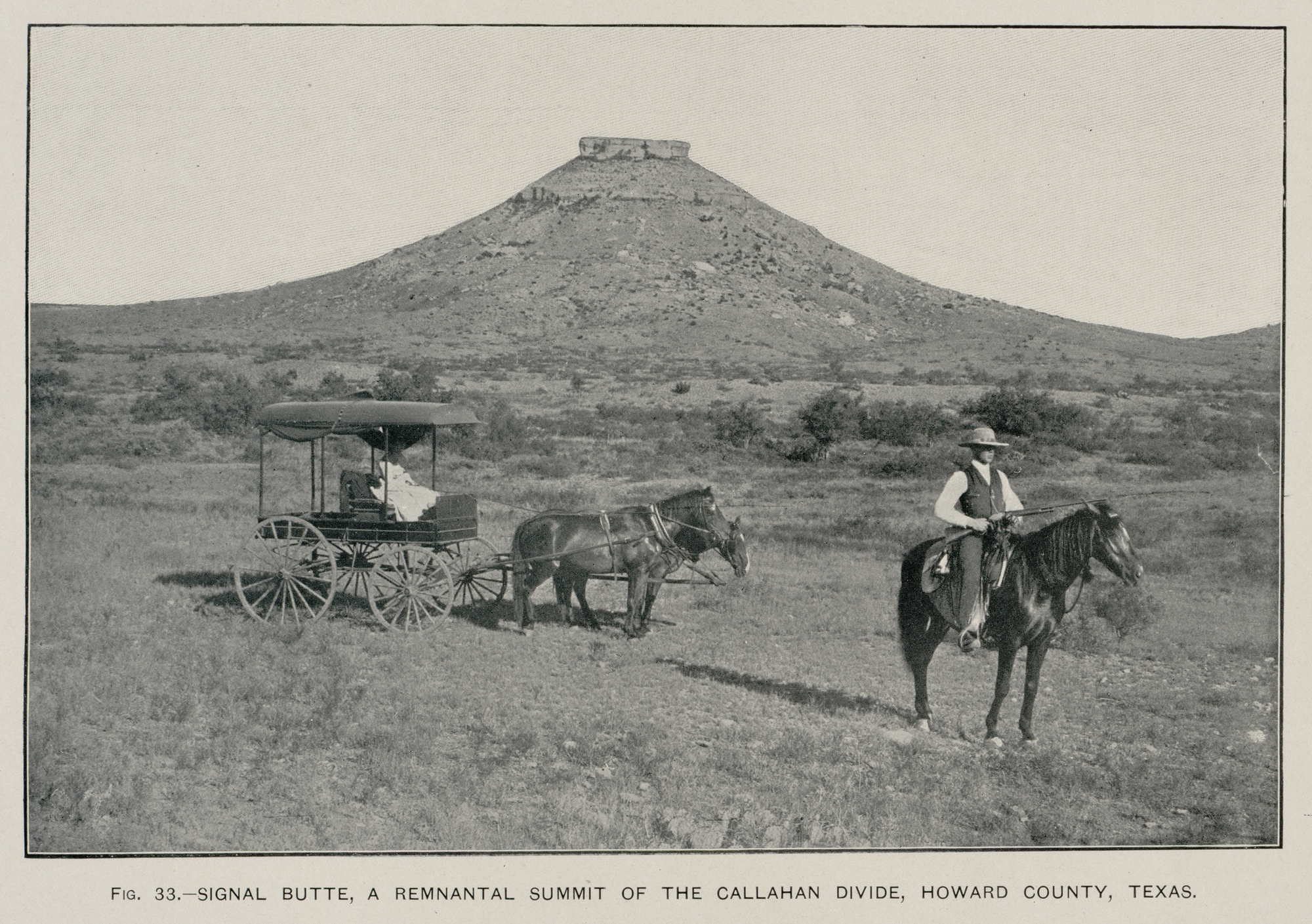
Гора Сигнал к юго-востоку от Биг-Спринга (Роберт Хилл, 1889)

Биг-Спринг (в переводе «Большой родник») получил название из-за находящегося неподалёку ключа, служившего источников воды для волков, койотов, бизонов, антилоп и мустангов. Родник стал причиной конфликта между команчами и шауни с первыми исследователями Западного Техаса. Гора Сигнал в 15 километрах к юго-востоку от родника служила ориентиром для первых скотоводов в регионе. В 1849 году экспедиция капитана Рэндолфа Марси достигла родника при возвращении из Санта-Фе и отметила его как место для ночёвки на пути Оверленд-Трейл в Калифорнию. Место также стало использоваться для ночлега на пути Санта-Фе-Трейл. В конце 1870-х появилось поселение Биг-Спринг, созданное преимущественно для того, чтобы местные охотники могли передохнуть и развлечься в местных салунах. В 1880 году рядом были построены железная дорога Texas and Pacific, а также ветка в Салфер-Дро, община переместилась ближе к железной дороге, появилась станция и придорожные магазины. В 1882 году при образовании округа Хауард Биг-Спринг стал административным центром нового округа.

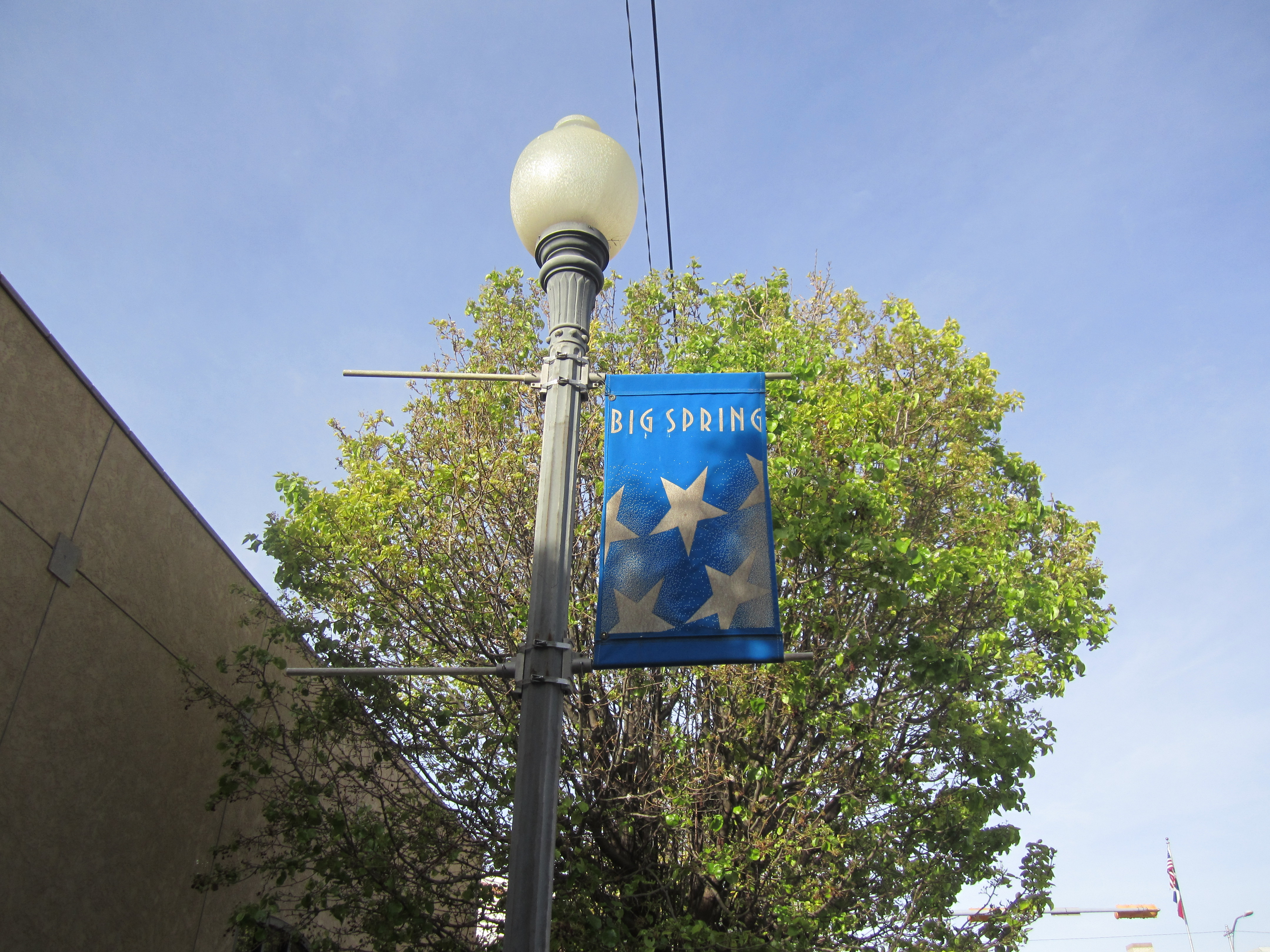
Декоративный элемент с названием города

В 1904 году в городе появилась первая газета. В 1907 году город получил устав, началось формирование органов местного управления. В 1926 году в регионе нашли нефть, и это способствовало росту города. В 1939 году был открыт госпиталь для психически больных. Во времена Второй мировой войны рядом с городом функционировала военная школа пилотов бомбардировщиков Big Spring Army Air Corps Bombardier School. Крупный рост города пришёлся на 1950-е годы, когда в Биг-Спринг пришли нефтеперерабатывающие производства и была снова открыта военная авиабаза Webb Air Force Base.

## География
Биг-Спринг находится в центральной части округа, его координаты: 32°14′18″ с. ш. 101°29′09″ з. д..
Согласно данным бюро переписи США, площадь города составляет около 49,7 км2, из которых почти 49,5 км2 занято сушей, а 0,2 км2 — водная поверхность.

### Климат
Согласно классификации климатов Кёппена, в Биг-Спринге преобладает семиаридный климат умеренных широт (BSk).
| Показатель                    | Янв.  | Фев.  | Март  | Апр. | Май  | Июнь | Июль | Авг. | Сен. | Окт. | Нояб. | Дек.  | Год   |
| ----------------------------- | ----- | ----- | ----- | ---- | ---- | ---- | ---- | ---- | ---- | ---- | ----- | ----- | ----- |
| Абсолютный максимум, °C       | 29,4  | 32,2  | 36,1  | 37,8 | 42,8 | 45,6 | 42,2 | 41,7 | 42,2 | 38,3 | 33,3  | 30    | 45,6  |
| Средний суточный максимум, °C | 13,9  | 16,2  | 20,7  | 25,9 | 30,1 | 33,6 | 34,7 | 34,2 | 30,6 | 25,6 | 19,3  | 14,8  | 24,9  |
| Средняя температура, °C       | 6,6   | 8,8   | 12,9  | 18,1 | 22,7 | 26,7 | 28,2 | 27,7 | 23,9 | 18,6 | 11,9  | 7,6   | 17,8  |
| Средний суточный минимум, °C  | −0,8  | 1,4   | 5,1   | 10,2 | 15,4 | 19,7 | 21,7 | 21,1 | 17,4 | 11,5 | 4,6   | 0,3   | 10,6  |
| Абсолютный минимум, °C        | −18,9 | −20,6 | −12,8 | −3,9 | −0,6 | 8,9  | 10,6 | 10   | 3,9  | −2,8 | −9,4  | −17,2 | −20,6 |
| Норма осадков, мм             | 16    | 20    | 22    | 36   | 68   | 58   | 46   | 56   | 70   | 44   | 19    | 15    | 470   |
| Источник: weatherbase.com     |       |       |       |      |      |      |      |      |      |      |       |       |       |

## Население

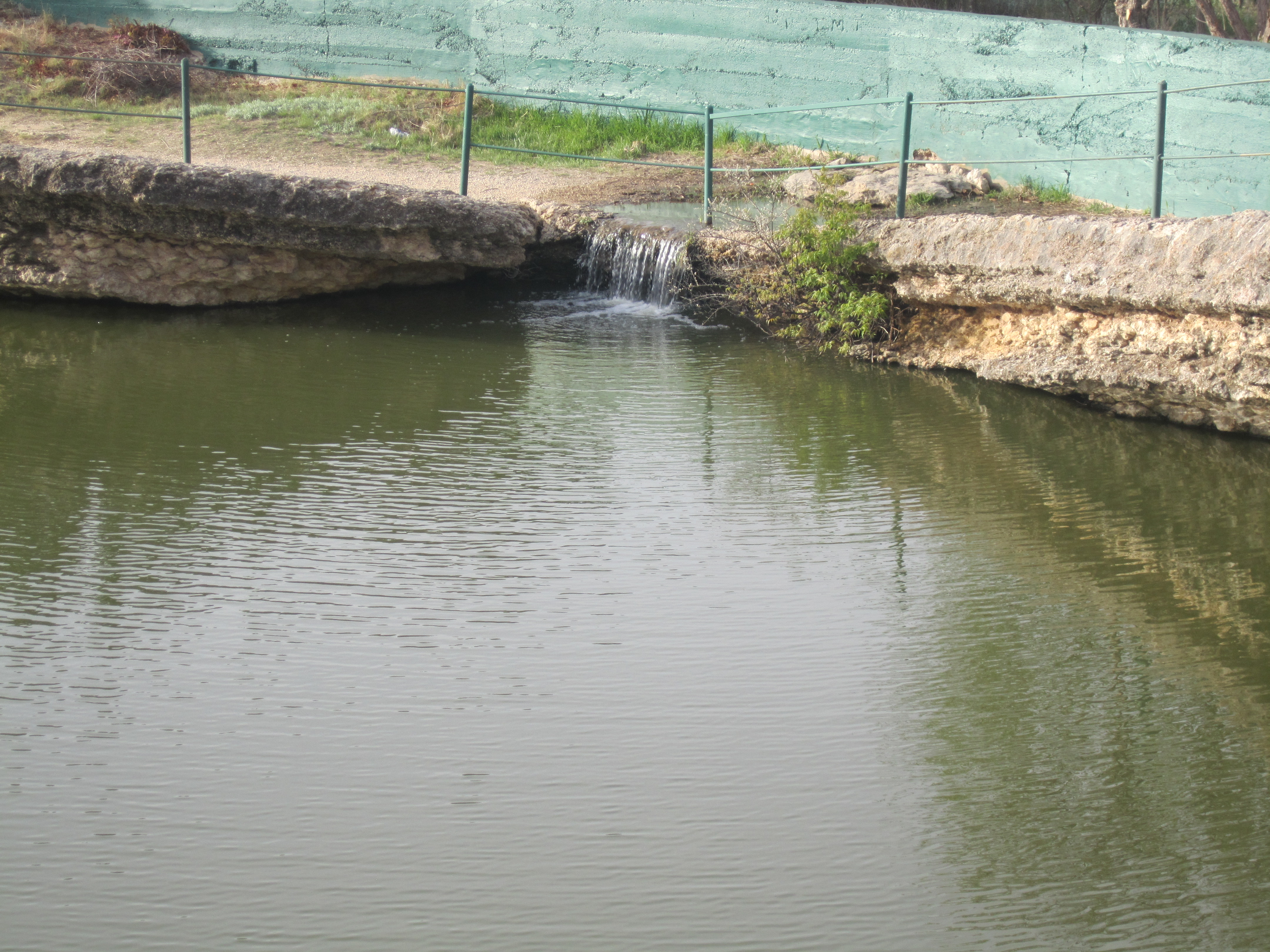
«Большой родник» в парке Comanche Trail

Согласно переписи населения 2010 года в городе проживало 27 282 человека, было 8276 домохозяйств и 5479 семей. Расовый состав города: 69,7 % — белые, 7,8 % — афроамериканцы, 0,9 % — коренные жители США, 0,9 % — азиаты, 0 % (11 человек) — жители Гавайев или Океании, 18,4 % — другие расы, 2,3 % — две и более расы. Число испаноязычных жителей любых рас составило 43,1 %.
Из 8276 домохозяйств, в 35,7 % живут дети младше 18 лет. 42,7 % домохозяйств представляли собой совместно проживающие супружеские пары (17 % с детьми младше 18 лет), в 16,7 % домохозяйств женщины проживали без мужей, в 6,9 % домохозяйств мужчины проживали без жён, 33,7 % домохозяйств не являлись семьями. В 28,8 % домохозяйств проживал только один человек, 11,4 % составляли одинокие пожилые люди (старше 65 лет). Средний размер домохозяйства составлял 2,56 человека. Средний размер семьи — 3,15 человека.
Население города по возрастному диапазону распределилось следующим образом: 25,8 % — жители младше 20 лет, 28 % находятся в возрасте от 20 до 39, 34,3 % — от 40 до 64, 11,8 % — 65 лет и старше. Средний возраст составляет 36,5 года.
Согласно данным пятилетнего опроса 2019 года, средний доход домохозяйства в Биг-Спринге составляет 52 275 долларов США в год, средний доход семьи — 60 233 доллара. Доход на душу населения в городе составляет 21 873 доллара. Около 16,9 % семей и 20,4 % населения находятся за чертой бедности. В том числе 23,9 % в возрасте до 18 лет и 12,3 % в возрасте 65 и старше.

## Местное управление

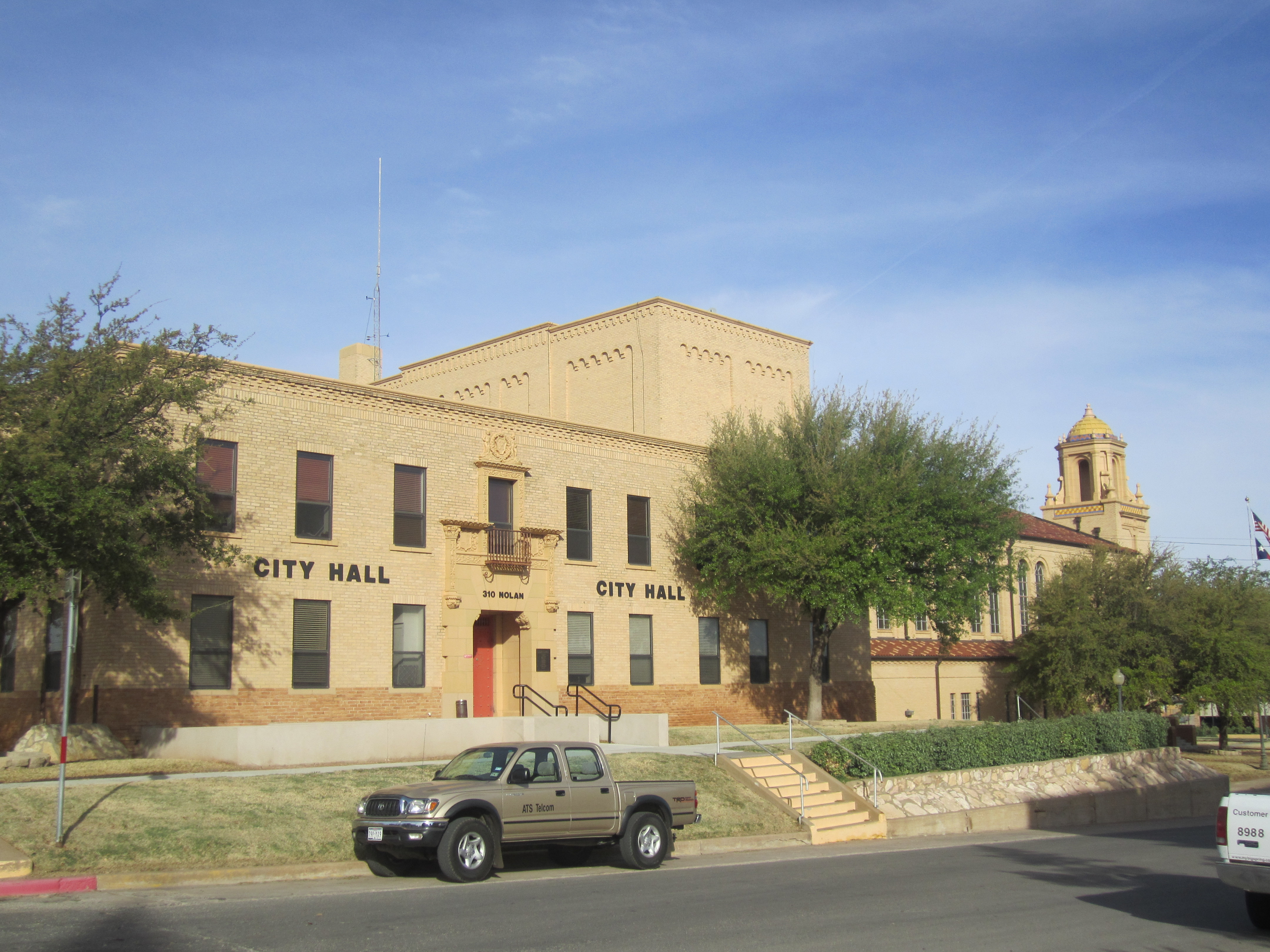
Городская ратуша Биг-Спринга.

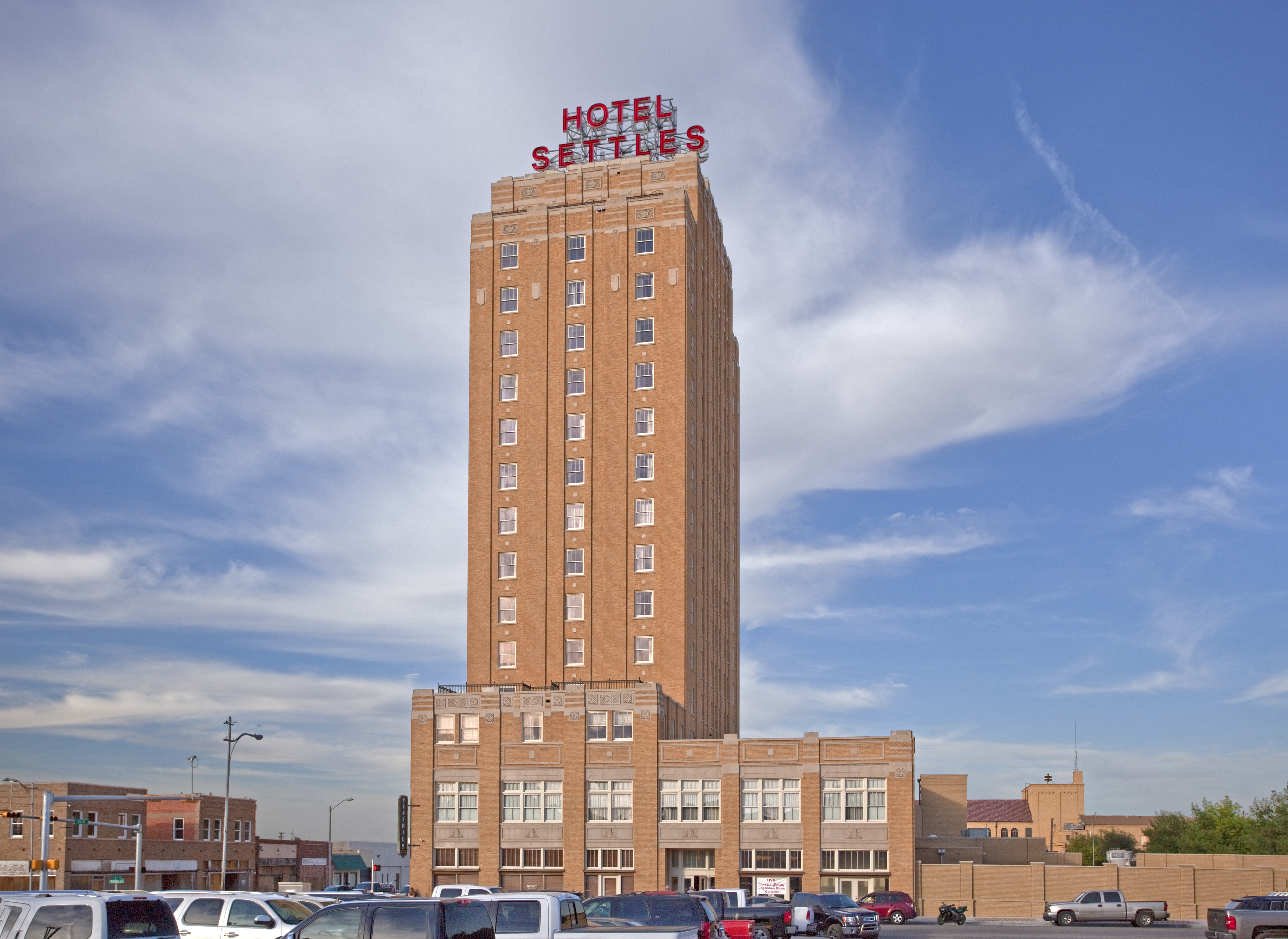
Отреставрированный отель Settles Hotel.

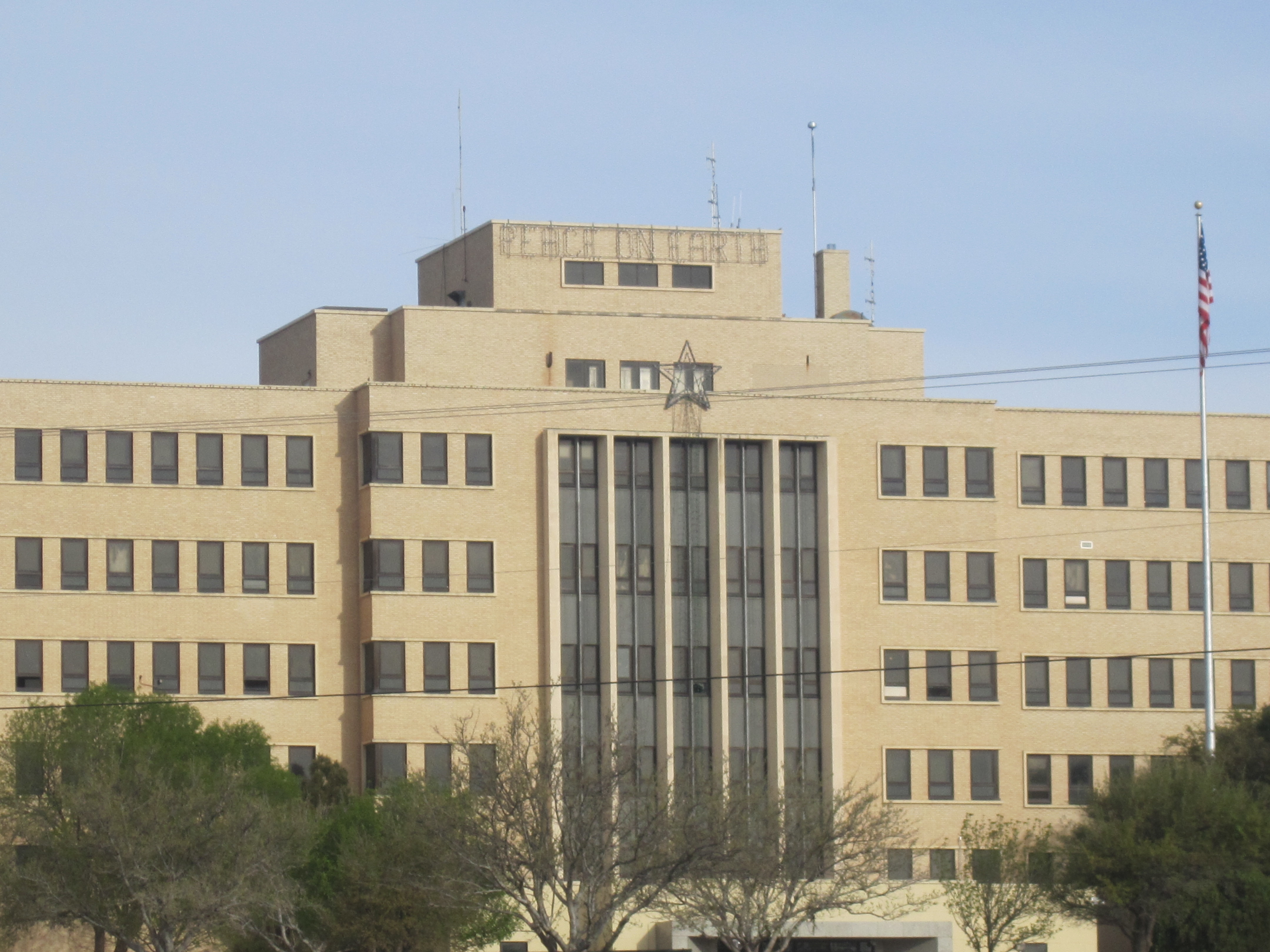
Госпиталь ветеранов в Биг-Спринге.

Управление городом осуществляется мэром и городским советом, состоящим из шести человек.
Назначаемыми официальными лицами города являются:
- Сити-менеджер
- Финансовый директор
- Городской секретарь
- Городской юрист
- Начальник полиции
- Начальник пожарной охраны
- Муниципальный судья
- Начальник отдела кадров
- Директор авиапарка

## Инфраструктура и транспорт
Через Биг-Спринг проходят межштатная автомагистраль I-20, автомагистрали США 80 и 87, а также автомагистрали штата Техас 176 и 350.
В городе располагается аэропорт Биг-Спринг/МакМахон-Ринкл. Аэропорт располагает двумя взлётно-посадочными полосами длиной 2683 и 1402 метра. Ближайшим аэропортом, выполняющим коммерческие рейсы, является Международный аэропорт Мидленда. Аэропорт находится примерно в 80 километрах к юго-западу от Биг-Спринга.

## Образование
Город обслуживается независимым школьным округом Биг-Спринг.
В Биг-Спринге располагается колледж округа Хауард, а также колледж Саут-Уэст для глухих и слабослышащих.

## Экономика

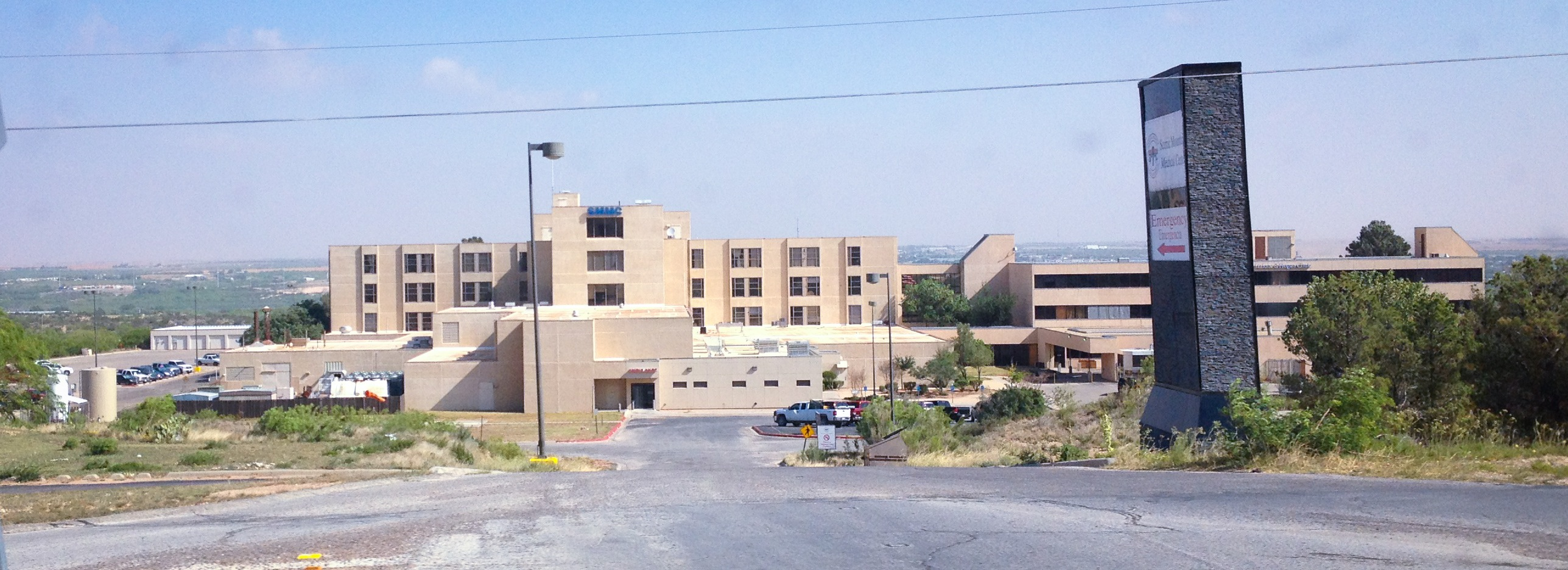
Медицинский центр Scenic Mountain.

Согласно финансовому отчёту за 2015—2016 финансовый год, Биг-Спринг владел активами на $173,38 млн, долговые обязательства города составляли $59,47 млн. Доходы города в 2016 году составили $46,08 млн, а расходы — $43,19 млн.
Биг-Спринг остаётся важным центром региона сельского хозяйства и нефтеперерабатывающей промышленности.
Основными работодателями в городе являются:
| Работодатель                                                         | Число работников |
| -------------------------------------------------------------------- | ---------------- |
| Независимый школьный округ Биг-Спринг                                | 608              |
| Госпиталь штата Биг-Спринг                                           | 600              |
| GEO Group                                                            | 550              |
| Госпиталь администрации ветеранов                                    | 426              |
| Robinson Drilling                                                    | 355              |
| Price Construction/Larado Paving                                     | 350              |
| Walmart                                                              | 330              |
| Медицинский центр Scenic Mountain                                    | 320              |
| Город Биг-Спринг                                                     | 252              |
| Basic Energy Services                                                | 250              |
| Колледж округа Хауард и колледж Саут-Уэст для глухих и слабослышащих | 245              |
| Федеральное бюро тюрем                                               | 218              |

## Отдых и развлечения

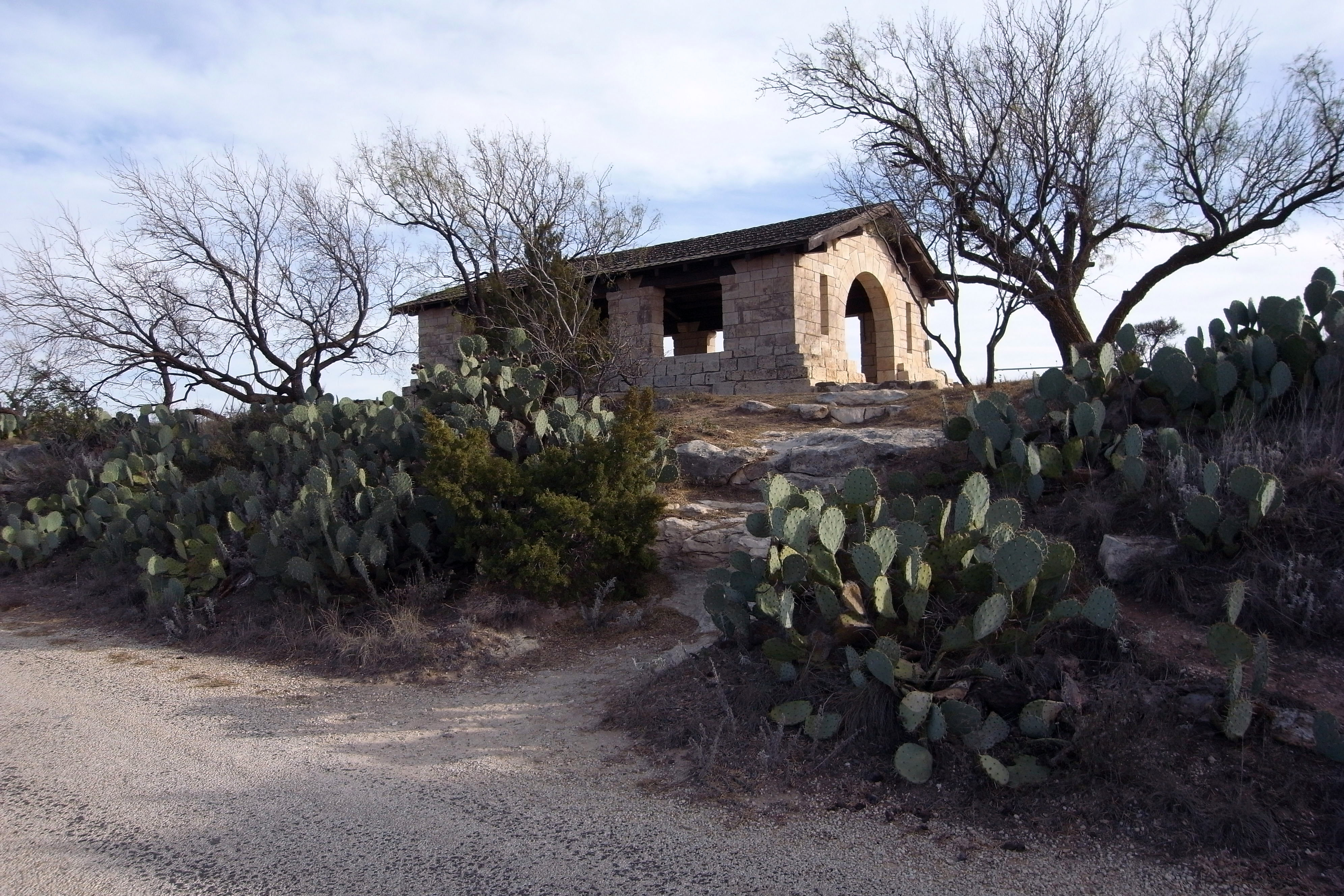
Павильон для пикника в парке штата Биг-Спринг, построенный в 1930-х годах Гражданским корпусом охраны окружающей среды.

Город является местом проведения крупных соревнований по дельтапланированию, включая национальное первенство США.
В городе располагается музей наследия Биг-Спринга, в котором выставлены экспонаты времён первых пионеров региона, артефакты индейцев, проходят выставки искусства. В музее также находятся самая большая из известных коллекций рогов техасских лонгхорнов, большие коллекции кукол и редких фотографий, в том числе фотографий моделей Томаса Эдисона.
Другими местами отдыха и развлечений в городе являются: 
- Парк штата Биг-Спринг
- Гора Сигнал
- Отель Settles Hotel
- Здание суда округа
- Муниципальный конференц-зал Биг-Спринга
- Парк Comanche Trail
- Мемориал ветеранам вьетнамской войны
- Авиационный музей Hangar 25
- Колизей Дороти Гарретт

## Город в популярной культуре
В городе частично снимались фильмы «Полуночный ковбой» и «Ангар 18».

## Города-побратимы
- Хадера, Израиль[25]
- Сан-Мигель-эль-Алто, Халиско, Мексика[26]